# 池田清左衛門
池田 清左衛門（いけだ せいざえもん、生年不明 - 寛永15年2月28日（1638年4月12日））は、江戸時代前期の人物。
島原の乱の一揆勢の侍大将・武者奉行。清左衛門尉とも。諱に光時、元時。

## 概要
島原の乱以前の経歴は不明である。島原の乱では、一揆勢の侍大将・武者奉行として原城本丸を守備した。
肥後細川家の記録『新撰御家譜』によると、寛永15年1月17日に、一度原城から顔を出して名を名乗ったという。
原城落城時に戦死した。